# 鳴きうさぎ
「鳴きうさぎ」（なきうさぎ）は、2000年4月21日に発売された前田有紀のデビュー・シングル。

## 収録曲
1. 鳴きうさぎ（4分12秒）
作詞：坂口照幸／作曲：曽根幸明／編曲：竜崎孝路
2. 鳴きうさぎ (オリジナル・カラオケ)
3. 鳴きうさぎ (一般用メロ入りカラオケ)
4. 本気で叱って（4分48秒）
作詞：麻こよみ／作曲：大谷明裕／編曲：竜崎孝路
5. 本気で叱って (オリジナル・カラオケ)